# Зюскинд из Тримберга
Зю́скинд из Три́мберга (нем. Süßkind von Trimberg; около 1230, Эльферсхаузен, Нижняя Франкония — около 1300) — немецкий средневековый поэт периода классического миннезанга, врач.

## Биография
Предполагается, что фамилия «Тримберг» происходит от одноименного названия поселения, на сегодняшний день входящего в состав Эльферсхаузена и расположенного недалеко от Вюрцбурга, где Зюскинд был врачом. Будучи евреем по происхождению, он, вероятно, часто становился объектом для дискриминации со стороны аристократии. Об этом свидетельствуют произведения миннезингера, в которых он
…жалуется на суровость аристократов… предлагает сам себе «вновь стать евреем», отпустить бороду и снова надеть длинное пальто и шляпу евреев...
На миниатюре в Манесском кодексе поэт изображен в традиционной еврейской остроконечной шапке, которые Венский собор 1267 года предписал носить евреям в качестве знака отличия от «добрых христиан».